# ロバート・テイラー (情報工学者)
ロバート・ウィリアム・テイラー（Robert William Taylor、1932年2月10日 - 2017年4月13日）は、インターネットのパイオニアであり、後のパーソナルコンピュータへと繋がる開発を行ったチームにも属していた。ARPAのIPTO（Information Processing Techniques Office）を指揮し（1965年 - 1969年）、パロアルト研究所の計算機科学研究室(CSL)の設立に関与し（1970年 - 1983年）、DECの Systems Research Center の設立にも関わった（1983年 - 1996年）。
アメリカ国家技術賞やドレイパー賞などを受賞。次のような言葉で高いビジョンを持っていたことを示している。

インターネットはテクノロジーに関するものではなく、コミュニケーションに関するものである。インターネットは地理を問わず、興味・アイデア・ニーズを共有する人々を結びつける。

## 生い立ち
1932年、テキサス州ダラスで生まれる。養父はメソジスト派の牧師で、教区から教区へ転々とする放浪の幼少期を過ごした。16歳で南メソジスト大学に入学。朝鮮戦争の際は海軍で働き、復員すると軍で得た給料でテキサス大学に進学した。テキサス大学では興味のある科目を手当り次第に受講。最終的に実験心理学を中心として、数学、哲学、英語、宗教学を学んだ。最初に従事した研究は脳と聴覚の神経系に関するものだった。
卒業後、フロリダ州で女子高校の数学教師になり、バスケットボール部のコーチも務めた。給料は安く、しかも双子が生まれたことで経済的に苦しくなった。
その後、航空機製造企業で技術者として働き、給料が上がった。軍需企業マーティン・マリエッタで働いた後、NASAに研究提案書を送り、1961年にNASAに招かれ、そこで働くようになった。

## コンピュータ関連の経歴
ワシントンD.C.にてNASAで働き始めたころ、ジョン・F・ケネディがアポロ計画を始めるなど、科学研究予算が増えていた。1962年後半、アメリカ国防総省配下の高等研究計画局 (ARPA) のIPTOを指揮していたJ・C・R・リックライダーと出会う。リックライダーは1960年にコンピュータの新しい使い方を提唱した論文を書いていた。
また、カリフォルニア州メンローパークのスタンフォード研究所にて、もう1人の夢想家ダグラス・エンゲルバートと出会っている。テイラーはエンゲルバートの研究に資金を提供し、エンゲルバートがコンピュータマウスをスケッチし、ビル・イングリッシュが製作した。エンゲルバートのチームは1968年、完成したNLSというシステムのデモンストレーションを公開した。後に「すべてのデモの母」と呼ばれた。

### ARPA
1965年、NASAからARPAのIPTOに移り、当初はアイバン・サザランドを補佐し、間もなくIPTOを指揮するようになった。IPTOでは主要な大学や企業の研究所でのコンピュータ関連の先端研究に資金提供している。ARPAが資金提供したコンピュータ関連プロジェクトにはタイムシェアリングシステム (TSS) に関するものがあった。それは単一の大型コンピュータを端末経由で複数人で同時に利用できるもので、従来のパンチカードや紙テープによるバッチ処理とは異なる対話的な利用形態である。ペンタゴンにあるテイラーのオフィスには、MITのTSSに接続した端末、カリフォルニア大学バークレー校のTSSに接続した端末、サンタモニカの System Development Corporation のシステムに接続した端末があった。それぞれがユーザーのコミュニティを形成しているのに気付いたが、どのコミュニティも互いに孤立していた。
テイラーはARPAが資金提供しているプロジェクト群を相互接続するコンピュータネットワークを構築し、1つの端末で全部と通信できるようにしたいと考えた。サザランドが教職に戻ると、1966年6月にテイラーが正式にIPTOの管理者となった。1966年2月には早くもネットワーク構築の必要性をARPAの Charles M. Herzfeld に進言してプロジェクトの予算を確保し、MITのリンカーン研究所からローレンス・ロバーツを引き抜いてプロジェクトを任せた。ロバーツは当初ワシントンD.C.に移ることに難色を示したが、ARPAはリンカーン研究所に多額の資金を提供しており逆らえなかった。このプロジェクトにはリックライダーも助言しており、また Wesley A. Clark はネットワークの各ノードに専用のコンピュータ Interface Message Processor を配置し、集中制御ではなく分散制御することを提案した。ARPAはこのシステム構築について見積依頼 (RFQ) を発行し、Bolt, Beranek and Newman (BBN) が受注することになった。AT&Tのベル研究所とIBMの研究部門にもプロジェクト参加の打診があったが、興味を示さなかった。1967年、関係者を集めた会議が開催されたが、ネットワークで接続される予定の各拠点はそれぞれの研究の進捗に影響が出るとして、このネットワークの試験に抵抗を示した。
J・C・R・リックライダーとテイラーは、1968年4月に論文 "The Computer as a Communication Device"（通信装置としてのコンピュータ）を共同執筆して発表した。インターネットの未来を予見したこの論文は次のような一文で始まっている。

数年以内に、人々は直接会うより効率的にマシンを通してコミュニケートできるようになるだろう。

実際には、数年より若干時間がかかって実現した。
あるときテイラーはARPAから、ベトナム戦争についての複数の報告書間の矛盾について調査することを命じられた。35歳ながら民間人としての地位にふさわしい「准将」の階級を与えられ、戦地であるベトナムにも数回赴いた。サイゴンでは南ベトナム軍事援助司令部にコンピュータセンターを立ち上げるのを助けた。これにより戦地とアメリカとの通信状況は改善され、報告はより一貫したものとなった。この仕事のため、1969年にARPANETが始動した際にはプロジェクトから離れていた。
その後1年ほど、ユタ大学でARPAの資金でコンピュータグラフィックスを研究していたアイバン・サザランドの下で働いている。1970年、次の職に就くためカリフォルニア州パロアルトに引っ越した。

### ゼロックスPARC
ジョージ・ペイクはゼロックスの創設されたばかりのパロアルト研究所 (PARC) で計算機科学研究室の管理者としてBBNからジェローム・I・エルキンドを招いた。テイラーはエルキンドにより副管理者として雇われた。
PARCで1970年から1983年にかけて開発されたテクノロジーは、ARPANETからインターネットへの進化に貢献したものと今日パーソナルコンピュータと呼ばれるものの原型となったものがある。
- Alto - 強力なパーソナルコンピュータで、そのウィンドウシステムとGUIはその後のGUIの見本となった。
- イーサネット - LANの代表格。TCP/IPが採用される以前は、PUP (PARC Universal Protocol) というプロトコルでARPANETに接続していた。
- レーザープリンター - そのためのページ記述言語を開発したジョン・ワーノックらはPARCを離れ、アドビシステムズ（現アドビ）を創業した。
- Bravo - WYSIWYGワープロソフト。開発者の1人チャールズ・シモニーは後にマイクロソフトに移り、Microsoft Word を開発した。

エルキンドはしばしば会社や政府のプロジェクトに参加していた。不在が続いたためテイラーが1978年初めごろ管理者の役職を引き継いだ。1983年、集積回路が専門のウィリアム・J・スペンサーが後任となった。スペンサーはテイラーがPARCの成果の商業化に失敗したと非難している。

### DEC SRC
ディジタル・イクイップメント・コーポレーション (DEC) のケン・オルセンに雇われたテイラーは、パロアルトにて DEC Systems Research Center (SRC) を創設。PARCから多くの研究者がこちらに移籍した。SRCでのプロジェクトとしては、Modula-3プログラミング言語の開発、マルチプロセッサ用のスヌープ方式キャッシュメモリの開発、マルチスレッド対応UNIXの開発、ネットワーク型ウィンドウシステムの開発などがある。

## 引退
テイラーは1996年に引退し、その後はカリフォルニア州ウッドサイドに住んでいる。2000年、インターネットの制御とアクセスについて将来的な懸念を表明した。自動車を運転するのに免許が必要なように、インターネットユーザーにもライセンス制が必要だとし、次のように述べている。

高速道路上よりもインターネット上で多くの人々を危険にさらす悪い方法が存在する。自己再生するネットワークを生成することは可能であり、それらは抹殺することが非常に困難か不可能である。私としてはみんなにそれを使う権利を持って欲しいが、責任を保証する何らかの方法が必要だ。

それは誰でも自由に入手できるだろうか? もしそうでないなら、大きな失望となるだろう。

## 受賞歴
- 1984年: ACMソフトウェアシステム賞 - バトラー・ランプソン、チャック・サッカーと共同受賞。「タイムシェアリングの実用的代替となりうる分散パーソナルコンピュータ・システムを実現した Xerox Alto システムの開発を主導したことに対して」[11]
- 1994年: ACMフェロー - ランプソン、サッカーと同時[12]
- 1999年: アメリカ国家技術賞 - 「コンピュータネットワーク、パーソナルコンピュータ、グラフィカルユーザインタフェースなどコンピュータ技術開発の先見的リーダーシップに対して」[13]
- 2004年: チャールズ・スターク・ドレイパー賞 - アラン・ケイ、バトラー・ランプソン、チャック・サッカーと共同。「世界初の実用的ネットワーク型パーソナルコンピュータの構想・概念化・開発に対して」[14]

## 関連文献
- M. Mitchell Waldrop (2001). The Dream Machine: J. C. R. Licklider and the Revolution That Made Computing Personal. New York: Viking Penguin. ISBN 0-670-89976-3
- Michael A. Hiltzik (April 4, 2000). The Dealers of Lightning: Xerox PARC and the Dawn of the Computer Age. HarperCollins. ISBN 0-88730-989-5
- “In Memoriam: J. C. R. Licklider 1915–1990”.  Palo Alto, California:  Digital Equipment Corporation Systems Research Center (1990年8月7日). 2013年3月13日閲覧。 テイラーによる序文がある。